# 4656 Huchra
4656 Huchra eller 1978 VZ3 är en asteroid i huvudbältet som upptäcktes den 7 november 1978 av de båda amerikanska astronomerna Eleanor F. Helin och Schelte J. Bus vid Palomarobservatoriet. Den är uppkallad efter astronomen John Huchra.
Den tillhör asteroidgruppen Koronis.